# Catemaco
Catemaco är en ort i Mexiko.   Den ligger i kommunen Catemaco och delstaten Veracruz, i den sydöstra delen av landet, 400 km öster om huvudstaden Mexico City. Catemaco ligger 363 meter över havet och antalet invånare är 24 257. Den ligger vid sjön Laguna Catemaco.
Terrängen runt Catemaco är huvudsakligen kuperad, men den allra närmaste omgivningen är platt. Terrängen runt Catemaco sluttar söderut. Runt Catemaco är det ganska tätbefolkat, med 83 invånare per kvadratkilometer. Närmaste större samhälle är San Andres Tuxtla, 10,9 km väster om Catemaco.